# Elektrolučna svjetiljka
Elektrolučna svjetiljka ili lučna svjetiljka je električno svjetlilo koje stvara intenzivnu svjetlost pri pražnjenju elektriciteta u električnom luku. Najstariji je oblik takve svjetiljke električna lučnica (Humphry Davy, 1862.), prvo električno svjetlilo. U njoj su elektrode od grafita, a luk nastaje u atmosferskom zraku, uz dovoljan napon i prikladan razmak između elektroda. Veći dio svjetlosnoga toka daje užareni krater grafitne anode, a tek manji dio sam luk i katoda. Kako se grafit izgaranjem troši, za održavanje stalnoga razmaka među elektrodama bile su konstruirane različite naprave. Jednostavnu i praktičnu lučnicu konstruirao je 1875. ruski izumitelj Pavel Nikolajevič Jabločkov. Lučne su svjetiljke svjetlila velike svjetlosne jakosti, visoke temperature boje, bliske dnevnoj svjetlosti. Sve do pojave pouzdanih električnih žarulja mnogo su se rabile u uličnoj rasvjeti, a i kao svjetlosni izvor u reflektorima. U današnjim lučnim svjetiljkama električni se luk stvara između volframovih elektroda u cijevi od kremenoga stakla ispunjenoj plemenitim plinom ili parama nekih elemenata (na primjer ksenon ili živa). I sam naziv svjetiljke često odnosi i na plin s kojim je punjena: neon, argon, ksenon, kripton, natrij, metalni halidi ili živa. Fluorescentne svjetiljke su ustvari niskotlačne živine elektrolučne svjetiljke.

## Način rada
Elektrolučna svjetiljka sadrži plin, koji je u početku ionoziran, s visokim naponom i zato postaje provodljiv. Da se pokrene elektrolučna svjetiljka, veoma visok napon je uspostavljen u svjetiljki, da bi je “upalio “. To zahtijeva električni strujni krug, koji ima pokretač (starter) i prigušnicu. Prigušnica je spojena u seriju sa svjetiljkom i obavlja dvije funkcije.
Prvo, kada se uključi električna struja, starter (koji je spojen paralelno sa svjetiljkom) stvara malu jačinu struje kroz prigušnicu i starter. Zatim se stvara slabo magnetsko polje unutar zavojnice na prigušnici. Trenutak kasnije, starter ometa tok struje s prigušnice, jer ima veliki električni induktivitet, i pokušava održati protok struje (prigušnica se opire bilo kojoj promjeni u jačini struje); ali ne može, pa za trenutak nema protoka struje. Kao rezultat, stvara se visoki napon na prigušnici, koji se zatim stvara i na svjetiljki i pokreće električni luk. To se ponavlja, dok se plin ne ionizira da održi električni luk.
Kada već svjetiljka održava električni luk, prigušnica obavlja svoju drugu funkciju, da ograniči jačinu struje. Svjetiljka, starter i prigušnica su povezani i moraju imati određene vrijednosti, inače sistem neće raditi.
Boja svjetla se mijenja ovisno o električnim karakteristikama. Sličan princip ima i munja, kada se atmosfera ionizira, s visokim naponom između oblaka i tla.
Temperatura kod elektrolučnih svjetiljki može dostići i nekoliko tisuća Celzijevih stupnjeva. Staklo na svjetiljki može dostići i 500 °C, pa je dosta bitno hlađenje za njen rad. Kada se svjetiljka ugasi, ona se ne može upaliti ponovo na nekoliko minuta (fluorescentne svjetiljke nemaju taj problem).

## Ugljične elektrolučne svjetiljke
Kod ugljičnih elektrolučnih svjetiljki, elektrode od ugljika su otvorene na zraku. Da bi se svjetiljka upalila, elektrode se dodiruju, da bi mali napon omogućio stvaranje električnog luka. Zatim se elektrode odmiču, a električna struja se održava kroz razmak. Ugljične šipke su ugrijane do usijanja. S vremenom, ugljične šipke se troše i trebaju se zamijeniti. Izmišljeno je dosta domišljatih izuma, da bi ugljična elektrolučna svjetiljka radila automatski, a većina sadrži solenoid.

## Povijesne činjenice
Način rada elektrolučne svjetiljke je prvi demonstrirao Humphry Davy 1802., koristeći ugljene štapiće i baterije s 2 000 članaka, postigavši razmak između štapića 100 mm.
Bilo je pokušaja 1850-ih da se elektrolučne svjetiljke puste u prodaju, ali nedostatak električne mreže je to onemogućio. Onda se pokušao unaprijediti Faradayev dinamo. 1880-tih taj sistem se dosta koristio za javnu rasvjetu.
Godine 1891. Nikola Tesla primio je američki Patent 447920, “Metod rada elektrolučne svjetiljke”. Nakon toga upotreba je u opadanju, osim kod snimanja filmova za osvjetljanje scene. Od 1915. godine počele su se proizvoditi i za reflektore.

## Vanjske poveznice
- Arc Lamp - Interactive Java Tutorial National High Magnetic Field Laboratory